# Rachel Tam
Pour les articles homonymes, voir Tam.
Rachel Tam, née en 1998 à Toronto, est une trampoliniste canadienne.

## Carrière
Elle remporte la médaille de bronze en trampoline synchronisé avec Samantha Smith aux Championnats du monde de trampoline 2019 à Tokyo.